# WALK (NCT 127のアルバム)
『WALK』（ウォーク）は、韓国のボーイズグループ・NCT 127の6作目のアルバム。2024年7月15日にカカオエンターテインメントから発売された。

## 概要
- スペシャルシングル「Be There For Me」より、約7ヶ月ぶりのカムバック[8]。
- タイトル曲「Walk」を含む全11曲で構成されている。
- アルバムタイトル「WALK」には、自分たちだけの独歩的な音楽で「ネオ（Neo、新しい）」のジャンルを開拓してきたNCT 127が、歩んできた足跡とこれから新たに歩いていく道、という意味が込められている[9]。
- リーダーのテヨンは、兵役義務を履行中のため、ステージ活動には参加していない。
- 米国ビルボード「The 25 Best K-Pop Albums of 2024」に選定された[10]。

## プロモーション

### 予告編
- 6月25日、トレーラー映像「WALKING CLUB 127」を公開した。
「WALKING CLUB」のクルーになったメンバーたちが「僕たちだけの速度で歩いていき、共にする時に新しい道を作っていく」というもの[11]。
- 6月26日、予告イメージを公開した。
- 6月27日より、ムードサンプラー映像「On The Beat: Podcast」を公開した。
- 6月29日より、対談形式のコンテンツ映像「I WALK RADIO」を公開した。
- 7月1日より、コンテンツ映像「THE TIME WALK」を公開した。
NCT 127の友情物語に、収録曲のハイライト音源を加え、ドラマ化したソングドラマコンテンツ[12]。
ソングドラマのテーマは「思い出」で、NCT 127のメンバーたちがアジトに置いたタイムカプセルを開け、思い出を回想するストーリー[12]。

### イベント
- 7月16日より、ソウル・城東区聖水洞にて、ポップアップストア「WALK : ON THE BEAT」を開催[13]。

### ミュージックビデオ
- 7月8日、収録曲「Intro: Wall to Wall」トラックビデオを公開した。
「点」「線」「面」の要素で、NCT 127の「過去」「現在」「未来」を表現しており、同じ道に進む姿を通じて一つになって新たに進むというメッセージを届けている[14]。
- 7月11日、収録曲「Meaning of Love」トラックビデオを公開した。
愛する相手に告白を準備する、活き活きとしたトキメキいっぱいの話が盛り込まれている[15]。軍服務中のテヨンは、レゴブロックの水兵のフィギュアとして登場している[15]。
- 7月15日、タイトル曲「Walk」ミュージックビデオを公開した。
目的地に到着するために、どんな手段と方法も選ばず、ひたすら前だけを見て歩いていくメンバーたちのストーリーをウィットを利かせて表現し、予想できなかった場所と混乱した状況でもクールかつ愉快に街を歩き回るメンバーたちの姿が描かれる[16]。
パフォーマンスは、NCT 127のチームワークが目立つ群集された「モブ（mob）」スタイルで構成されている[17]。イントロでは、曲のタイトルのようにグルービーに歩く姿を見せ、後半部に向かうほどパワフルで華やかになるフットワークパフォーマンスを披露し、サビ部分のバンダナを振りながら自由に楽しむ振り付けなども印象的である[17]。
振り付けは、ダンスクルー・WE DEM BOYZが担当した[17]。
- 7月18日、パフォーマンスビデオ「삐그덕 (Walk) Movement」を公開した。

### アレンジバージョン
- 2024年12月11日、収録曲「Gas」のリミックスバージョン「Gas (Demicat Remix)」をリリース。SM傘下のダンスミュージックレーベル・ScreaM Recordsのコンピレーションアルバム『K-POP ScreaM 1』に収録されている[18]。
- 2025年4月11日、タイトル曲「Walk」のリミックスバージョン「Walk (Arkins Remix)」をリリース。コンピレーションアルバム『K-POP ScreaM 2』に収録されている[19]。

## 収録曲
1. Intro: Wall to Wall [2:32]
  - 作詞：Wutan
  - 作曲：Christopher Aaron Johnson、Mark Benedicto
  - 編曲：New-Haven

ゴスペルスタイルのコードとソウルフルな歌唱に強烈なラップが加わったヒップホップジャンルの楽曲[20]。
歌詞には、彼らが歩いてきた道を振り返り、これからの道も自分たちらしく勇敢に歩いていくという意味を盛り込んでいる[20]。
2. Walk（삐그덕; ピグドク）[3:12]
  - 作詞：Wutan
  - 作曲：Landon Sears、Manifest、L8kshor、Jonathan Hoskins、MZMC
  - 編曲：Jonathan Hoskins、L8kshor、MZMC

ブーン・バップスタイルのドラムとレトロなギターリフ、シンセサウンドが調和し、2000年代序盤の雰囲気を醸し出すヒップホップナンバー[21]。
NCT 127だけのスタイルで歩いていく姿を「ピグドク（きしむ）」しながら歩くと表現した歌詞には「誰の道にも従わず進みたい」という自信が盛り込まれている[21]。
3. No Clue [3:14]
  - 作詞：이혜윰 (Jam Factory)
  - 作曲：Mike Daley、Mitchell Owens、Sara Forsberg、Wilbart "Vedo" McCoy III、Adrian Mckinnon、Jeremy "Tay" Jasper、Michael "TruPopGod" Jiminez
  - 編曲：Mike Daley、Mitchell Owens

ヒップホップとソウル、パンクが混ざった多彩な雰囲気を与える楽曲[22]。
落ち着いたフローのラップの間に流れるメロディと、考えに縛られず1日を生きていくというメッセージが調和を成している[22]。
4. Orange Seoul（오렌지색 물감; オレンジ色の絵の具）[3:26]
  - 作詞：Wutan
  - 作曲：HUMBLER、Andrew Choi、San Yoon
  - 編曲：HUMBLER

NCT 127を象徴する都市・ソウルの空が夕日に染まる様子を「オレンジ色の絵の具」にたとえて美しく表現されている[20]。
ジャジーなサックスとドラム、ピアノのメロディーにスピード感のあるボーカルが、多彩かつ軽快な雰囲気を与えている[20]。
5. Pricey [2:58]
  - 作詞：유재은 (JamFactory)
  - 作曲：Patrick 'J. Que' Smith、Dewain Whitmore Jr.、Grant Boutin
  - 編曲：Grant Boutin

弾む808ドラムと軽快で清らかに響き渡るピアノサウンドが魅力的なアーバンポップジャンルの楽曲[23]。
6. Time Capsule [2:57]
  - 作詞：조인호 (lalala studio)
  - 作曲：Alex Wilke、Jake Miller、Jack Samson
  - 編曲：Alex Wilke

多くの時間を共にした大切な人たちとの思い出を振り返り、今後もこの姿のまま変わらずにいようというメッセージを込めたミディアムテンポのポップ曲[24]。
7. Can't Help Myself（영화처럼; 映画のように）[3:05]
  - 作詞：KENZIE
  - 作曲：KENZIE、Peter Wallevik、Daniel Davidsen、Ben Samama、David Arkwright
  - 編曲：PhD

夢幻的なギターとキーボード、レトロなシンセサイザーとストリングスのサウンドがノスタルジックでロマンチックな雰囲気を醸し出しているミディアムテンポのポップ曲[25]。
歌詞は、どんなことがあっても自分の選択はただあなただけという運命的な愛を淡泊に伝えている[25]。
8. Rain Drop [2:55]
  - 作詞：정일리 (JamFactory)
  - 作曲：Ninos Hanna、CX Lucas、Adam Benyahia、Justin Starling
  - 編曲：CX Lucas

特徴的なフルートサウンドとベースラインが印象的なヒップホップ、R&Bジャンルの楽曲[23]。
9. Gas [3:22]
  - 作詞：Wutan
  - 作曲：Anthony Russo、Kami、Kyle Buckley、Charles Roberts Nelsen、MZMC
  - 編曲：inverness、Pink Slip、MZMC

エレクトリック・ギターとシンセホルン、シンコペーションリズムの808ドラム、スネア、重いベースラインが魅力的なエレクトロニックトラップ&ヒップホップベースの楽曲[22]。
10. Suddenly（서서히; ゆっくりと）[2:57]
  - 作詞：문유월 (153/Joombas)、Zaya (153/Joombas)
  - 作曲：TruGent、Ronnie Icon、Ryan Curtis
  - 編曲：TruGent、Ronnie Icon

特徴的なギターリフとキーボード、シンセサイザーが多彩なサウンドを構成しており、強烈で存在感のあるブリッジがユニークである[25]。
歌詞は、相手に徐々に惹かれていく感情を率直に伝えている[25]。
11. Meaning of Love（사랑한다는 말의 뜻을 알아가자; 愛するという言葉の意味を知ろう）[2:48]
  - 作詞：Demian
  - 作曲：no2zcat、Sutt、Demian、김지섭、유일 (u1)
  - 編曲：no2zcat、Sutt、김지섭

叙情的なアコースティックギターが印象的なポップ曲[24]。
相手に向けた暖かく愛らしい気持ちを日常的な単語にたとえて表現した歌詞と豊かなコーラスが、聴く人に心地よいときめきを抱かせる[24]。

## リリース
| リリース日    | レーベル                   | 規格                 | 商品番号                                     |
| ------------- | -------------------------- | -------------------- | -------------------------------------------- |
| 2024年7月15日 | カカオエンターテインメント | CD                   | L700001441 （Walk ver.）                     |
| 2024年7月15日 | カカオエンターテインメント | CD                   | L700001448 （Podcast ver.）                  |
| 2024年7月15日 | カカオエンターテインメント | CD                   | L700001449 （Poster ver.）                   |
| 2024年7月15日 | カカオエンターテインメント | ミュージック・カード | L700001450 （Walk Crew Character Card ver.） |
| 2024年7月15日 | カカオエンターテインメント | ミュージック・カード | L700001451 （SMini ver.）                    |